# Sensha Yoshida
Pour les articles homonymes, voir Yoshida.
Sensha Yoshida (吉田 戦車, Yoshida Sensha) est un mangaka japonais né le 11 août 1963 à Mizusawa, dans la préfecture d'Iwate, au Japon.
Il est spécialisé dans les yonkoma à l'humour irréaliste.

## Biographie
Sensha Yoshida naît en 11 août 1963  à Mizusawa (en) (devenu Ōshū), dans la préfecture d'Iwate, au Japon. En 1979, il entre au lycée de Mizusawa (Iwate). En 1983, il entre à l'université de Wakō, sans diplôme.
Sa carrière de mangaka commence en 1985. En 1989, sa série Utsurun Desu. (伝染るんです。) est publiée dans le magazine Big Comic Spirits ; son premier volume se vend à plus de 200 000 exemplaires en un jour[réf. nécessaire]. Son humour irréaliste mène à la création du terme fujōri gag (不条理ギャグ, litt. gag absurde) afin de caractériser cette œuvre.
Il devient l'un des mangaka de yonkoma les plus appréciés au Japon.
En 1991, il remporte le prix Bungeishunjū de manga pour Utsurun Desu.

### Vie privée
Il est marié avec la mangaka Risa Itō,.

## Œuvre
- 1989 :
  - Kusuguri-sama (くすぐり様?) ; publié chez Hakusensha[BU 1].
  - Hagane no hito (鋼の人?) ; 1 volume publié chez Hakusensha[BU 2].
  - Tatakae! gunjin-kun (戦え!軍人くん?), pré publié dans le magazine Comic Burger ; 2 volumes publiés chez Scholar[BU 3].
  - Utsurundesu. (伝染るんです。?), pré publié dans le magazine Big Comic Spirits ; 5 volumes publiés chez Shogakukan[BU 4].
- 1991 : Ijimete-kun (いじめてくん?), pré publié dans le magazine Comic Burger ; 1 volume publié chez Scholar[BU 5].
- 1992 :
  - Chiku Chiku Uni Uni (ちくちくウニウニ?), pré publié dans le magazine Shuukan Shounen Sunday ; 1 volume publié chez Shogakukan[BU 6].
  - Taiya (タイヤ?)publié chez Magazine House[BU 7].
- 1993 : Kaseida Machiko (火星田マチ子?), pré publié dans le magazine Comic Burger ; 1 volume publié chez Scholar[BU 8].
- 1994 : Hamari Michi (はまり道?), pré publié dans le magazine Famicom Tsuushin ; 2 volumes publiés chez ASCII[BU 9].
- 1995 :
  - Kasei Runba (火星ルンバ?), pré publié dans le magazine Comic Burger ; 1 volume publié chez Scholar[BU 10].
  - Puri puri ken (ぷりぷり県?), pré publié dans le magazine Big Comic Spirits ; 5 volumes publiés chez Shogakukan[BU 11].
  - Amae n ja Nee yo (甘えんじゃねえよ?) ; 1 volume publié chez Scholar[BU 12].
- 1996 :
  - Isshou Kenmei Kikai (一生懸命機械?) ; 2 volumes publiés chez Shogakukan[BU 13].
  - Wakai Sanzoku (若い山賊?), pré publié dans le magazine Manga Action ; 1 volume publié chez Futabasha[BU 14].
- 1997 :
  - God Bon Bon (ゴッドボンボン?) ; 1 volume publié chez ASCII[BU 15].
  - Hagishiri Kyūdan (歯ぎしり球団?), pré publié dans le magazine Comic Burger ; 1 volume publié chez Scholar[BU 16].
- 1998 : Suya no Ginji (酢屋の銀次?) ; publié chez Hakusensha[BU 17].
- 1999 : Yudan-chan (油断ちゃん?), pré publié dans le magazine Morning ; 1 volume publié chez Kodansha[BU 18].
- 2000 : Skirt-san (スカートさん?), pré publié dans le magazine Comic Birz ; 1 volume publié chez Gentosha[BU 19].
- 2001 : Gakkatsu!! Tsuyatsuya Tannin (?)
- 2002 :
  - Yoshida Jitensha (?)
  - Zou no Ikari (?)
  - Naguruzo (殴るぞ?)
- 2003 :
  - Bukyou Saruka ni Kassen (?)
  - Yoshida Sensha no Game Manga Taizen (?)
  - Yoshida Densha (?)
- 2004 :
  - Ehaiku (?)
  - Yamada Series (?)
- 2005 :
  - Furomanga (ロマンガ?)
  - Summer Tank (?)
- 2006 :
  - Sensha Eiga (?)
  - Chou Kochikame (?)
- 2007 :
  - Yoshida Sensha no Mankakidou (?)
  - Sports Pon (?)
- 2008 :
  - Ehaiku Kikou (?)
  - Demae Hime: Minwa Bonbon (?)
- 2009 : Hirake Aiaigasa (?)
- 2010 : Manga Oya (?)
- 2012 :
  - 3.11 o Wasurenai Tame ni - Heroes Comeback (?)
  - Okayu Neko (?)

## Récompenses
- 1991 : prix Bungeishunjū pour le manga Utsurun Desu.[5].
- 2015 : Prix culturel Osamu Tezuka pour l'histoire courte Okayu Neko[5].